# Ōryōki
Ōryōki (応量器) ou hattara (鉢多羅) (chinois : 钵多罗 ; pinyin : bō duō luó) désigne en japonais l'ensemble de bols imbriqués et des autres ustensiles à usage personnel des moines bouddhistes zen. L'ōryōki se réfère également à une forme cérémonielle du repas réalisé avec ces ustensiles, originaire du Japon et qui met l'accent sur la pratique de la pleine conscience en respectant un rituel strict et précis.

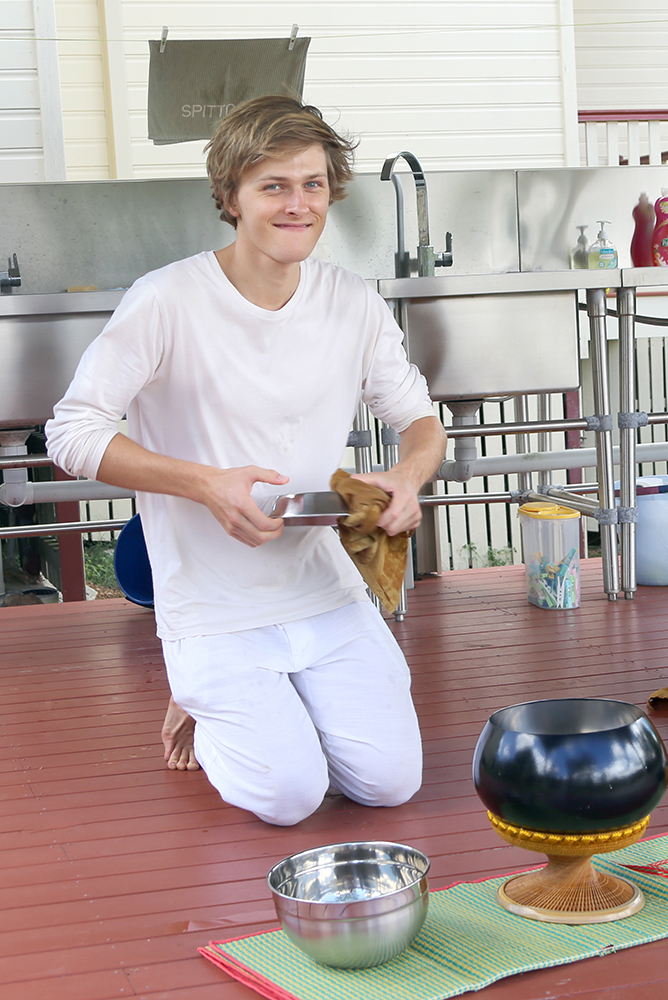
Ōryōki.

Le terme ōryōki est principalement utilisé dans l'école Sōtō du bouddhisme zen, tandis que dans les écoles Rinzai et Ōbaku, ces ustensiles sont appelés jihatsu, écrit soit 持 鉢 dans l'école Rinzai, soit 自 鉢 dans l'école Ōbaku. Le terme jihatsu est également utilisé pour désigner les bols seuls.

Les bols, généralement en bois laqué, ainsi que les ustensiles sont tous emballés dans un tissu. Le plus grand bol, parfois appelé le « crâne du Bouddha » ou zuhatsu, symbolise la tête du Bouddha et sa sagesse. Les autres bols sont chacun plus petits l'un que l'autre. En décrivant la forme de l'ōryōki utilisée au monastère zen Mountain de John Daido Loori, l'auteur Jack Maguire écrit : 

« Le paquet de la taille d'un cantaloup se compose de trois bols de nidification en plastique noir, de deux baguettes, d'une cuillère en bois, d'une petite spatule en caoutchouc, d'une serviette grise et d'un chiffon pour essuyer, qui sont tous bien rangés dans un tissu gris avec un nœud supérieur ressemblant à une fleur de lotus. »

Les ustensiles ōryōki sont utilisés lors de la cérémonie formelle de la prise de repas pratiquée dans les temples zen.
Selon la tradition bouddhiste, après que Huineng a reçu la robe et le bol comme preuve de la transmission du Dharma, le bol lui-même fut considéré comme un symbole de transmission de l'enseignant à l'élève.
L'ōryōki a évolué dans les monastères bouddhistes en Chine et au Japon pendant de nombreuses années et fait également partie de la tradition bouddhiste transmise en l'Occident. Les moines et les laïcs utilisent l'ōryōki lors des repas formels dans les monastères zen et les lieux de pratique. Une lignée a également été transmise par Kobun Chino Roshi à la sangha bouddhiste tibétaine de Chögyam Trungpa Rinpoché et est maintenant pratiquée dans tous les centres de retraite de Shambhala.
D'après les enseignants zen, la cérémonie de l'ōryōki cultive la gratitude, la pleine conscience et une meilleure compréhension de soi, ce qui le rend à cet égard similaire au zazen. Les subtilités de la forme du rituel peuvent inviter le pratiquant à porter une grande attention aux détails.

## Étymologie
Le terme ōryōki qui signifie « ustensile qui contient juste assez » est synonyme de hattara (鉢多羅) qui est à l'origine une translittération du sanskrit pātra.
En japonais, trois kanjis composent le mot ōryōki :
- ō (応?), la réponse du récepteur à l'offre de nourriture ;
- ryō (量?), une mesure ou un montant à recevoir ;
- ki (器?), le récipent[3].